# Let Love In
Let Love In — восьмой студийный альбом Nick Cave and the Bad Seeds, изданный в 1994 году.

## Об альбоме
Запись Let Love In стартовала в сентябре 1993 года. Переступая порог студии, музыканты чётко представляли себе, каким должен получиться их будущий альбом. Кульминационные моменты Let Love In — зловещая «Red Right Hand» и взрывная «Loverman», пейзаж вокруг них составляют мелодраматические «Do You Love Me?» и «Let Love In», пронизанные чувствами тоски и отчаяния. Наиболее сильно эти чувства раскрываются в песне «Nobody’s Baby Now», написанной Ником для Джонни Кэша, но так и не исполненной легендой кантри.
Продюсер предыдущей пластинки, Дэвид Бриггс, был заменён давним коллегой группы — Тони Коэном. В записи приняли участие приглашённые музыканты: товарищ Кейва по The Birthday Party Роланд С. Говард, лидер группы Beasts of Bourbon Тэкс Перкинс, скрипач The Triffids Дэвид МакКомб, а также участник Dirty Three Уоррен Эллис, впоследствии ставший постоянным членом Bad Seeds. Let Love In достиг 8-го места в национальном хит-параде Австралии ARIA Charts и 12-го в хит-параде Великобритании UK Albums Chart, став наиболее коммерчески успешным альбомом коллектива до момента выхода Murder Ballads.

### Кавер-версии
- Песню «Loverman» записали группа Metallica (на сборнике каверов Garage Inc.) и участник Depeche Mode Мартин Гор (в альбоме Counterfeit²).
- Песню «Red Right Hand» записали Arctic Monkeys в качестве би-сайда к синглу «Crying Lightning» и бонуса к японской версии альбома Humbug.
- Песню «I Let Love In» записала Челси Вулф в рамках сессий альбома Apokalypsis.
- Песню «Do You Love Me?» записала Unwoman в альбоме Uncovered.

## Список композиций
| #   | Название                 | Продолжительность | Автор(ы)             |
| --- | ------------------------ | ----------------- | -------------------- |
| 1.  | Do You Love Me?          | 5:56              | Кейси, Кейв          |
| 2.  | Nobody’s Baby Now        | 3:52              | Кейв                 |
| 3.  | Loverman                 | 6:21              | Кейв                 |
| 4.  | Jangling Jack            | 2:47              | Кейв                 |
| 5.  | Red Right Hand           | 6:10              | Кейв, Харви, Уайдлер |
| 6.  | I Let Love In            | 4:14              | Кейв                 |
| 7.  | Thirsty Dog              | 3:48              | Кейв                 |
| 8.  | Ain’t Gonna Rain Anymore | 3:46              | Кейв                 |
| 9.  | Lay Me Low               | 5:08              | Кейв                 |
| 10. | Do You Love Me? Pt. 2    | 6:12              | Кейси, Кейв          |

## Участники записи
- Ник Кейв — вокал, орган, бэк-вокал, пианино, колокольчики
- Бликса Баргельд — гитара, бэк-вокал, вокал
- Мартин Кейси — бас-гитара
- Мик Харви — гитара, бэк-вокал, орган, барабаны, колокольчики, бубен
- Конвей Савэдж — бэк-вокал, пианино
- Томас Уайдлер — барабаны, бубен, литавры, треугольник

Гости
- Тэкс Перкинс, Роланд С. Говард, Мик Геер, Ник Сефери, Спенсер П. Джонс, Дэвид МакКомб, Донна МакЭвитт, Катерина Блэйк — бэк-вокал
- Робин Касинадер, Уоррен Эллис — скрипка

## Сертификации
| Регион | Сертификация | Продажи |
| --- | ------------ | ------- |
| Австралия (ARIA) | Золотой      | 35 000^ |
| Великобритания (BPI) | Серебряный   | 60 000* |
| * Данные о продажах приведены только на основе сертификации. ^ Данные о тиражах приведены только на основе сертификации. |              |         |